# 610 (szám)
A 610 (római számmal: DCX) egy természetes szám, szfenikus szám, a 2, az 5 és a 61 szorzata; Fibonacci-szám.

## A szám a matematikában
A tízes számrendszerbeli 610-es a kettes számrendszerben 1001100010, a nyolcas számrendszerben 1142, a tizenhatos számrendszerben 262 alakban írható fel.
A 610 páros szám, összetett szám, azon belül szfenikus szám, kanonikus alakban a 21 · 51 · 611 szorzattal, normálalakban a 6,1 · 102 szorzattal írható fel. Nyolc osztója van a természetes számok halmazán, ezek növekvő sorrendben: 1, 2, 5, 10, 61, 122, 305 és 610.
A 610 a Fibonacci-számsorozat tizenötödik (más értelmezés szerint a tizenhatodik) tagja.
A 610 négyzete 372 100, köbe 226 981 000, négyzetgyöke 24,69818, köbgyöke 8,48093, reciproka 0,0016393. A 610 egység sugarú kör kerülete 3832,74304 egység, területe 1 168 986,626 területegység; a 610 egység sugarú gömb térfogata 950 775 789,5 térfogategység.